# Jeffrey Katzenberg
Jeffrey Katzenberg (New York, 21 dicembre 1950) è un produttore cinematografico e produttore televisivo statunitense.

Firma di Jeffrey Katzenber

È il cofondatore con Steven Spielberg e David Geffen della casa di produzione DreamWorks, dove si occupa del dipartimento animazione grazie all'esperienza maturata sul campo presso la Walt Disney Pictures.

## Biografia
Dopo aver frequentato per un anno l'Università di New York, comincia a svolgere lavori saltuari, tra cui l'organizzatore politico e il talent agent, per poi venire assunto dalla Paramount Pictures. In questo periodo conosce Michael Eisner, all'epoca presidente della Paramount, che lo accoglie sotto la sua ala protettiva. Inizialmente i suoi incarichi si limitano allo smistamento della posta, ma presto riesce a scalare i gradini dell'azienda e a divenire presidente della produzione cinematografica e televisiva. Nel 1984 seguirà Eisner nel suo passaggio alla Walt Disney Animation Studios, all'epoca in forte crisi, divenendone junior partner. 
Il suo primo lavoro per l'azienda è la supervisione del film Taron e la pentola magica del 1985 che, nonostante all'epoca della sua assunzione fosse già in uno stato avanzato della produzione, viene totalmente bocciato da Katzenberg. Lo ritiene infatti troppo cupo, violento e spaventoso per un pubblico di bambini, e decide di rimontare personalmente tutta la pellicola per rimuovere le scene più eccessive, tra il dissenso unanime dei produttori e dei registi, e il risultato fu la riduzione della durata del film di 12 minuti e il posticipo dell'uscita, con conseguenze negative dovute ai bruschi tagli e a scene modificate frettolosamente come risultato. 
Sotto la sua direzione, caratterizzata da una forte tendenza al taglio dei costi produttivi, Disney riesce a portare il fatturato da 2 miliardi di dollari a 22 miliardi, grazie soprattutto alla supervisione oculata delle produzioni animate e per adulti, rappresentata dalla divisione Touchstone Pictures. Fu infatti lui a concepire l'idea che un film in tecnica mista avrebbe potuto risollevare la Disney dal suo periodo di crisi, e in collaborazione con Steven Spielberg diede vita a Chi ha incastrato Roger Rabbit, divenuto il film di maggior incasso del 1988. Tra i lungometraggi animati da lui curati figurano La Sirenetta, La Bella e la Bestia, Aladdin e Il Re Leone, tutti film dall'enorme successo commerciale usciti nello stesso periodo, che prese poi il nome di Rinascimento Disney.
Nonostante il suo eccellente lavoro, che ha contribuito a salvare la Disney dal fallimento, non gli venne concesso alcun riconoscimento da parte dell'azienda: era chiaro che Eisner e Roy E. Disney non gli avrebbero conferito alcuna promozione dopo la morte accidentale di Frank Wells, co-presidente di Walt Disney Productions, nell'aprile di quell'anno. Per questo motivo decise, nel 1994, di dimettersi e fondare con l'aiuto di Steven Spielberg (il regista che ha guadagnato di più nella storia del cinema) e David Geffen (il fondatore di Geffen Records) una nuova società di produzione e distribuzione: la DreamWorks SKG. Mentre Spielberg si occupa della produzione di film e Geffen della produzione musicale dello Studio, Katzenberg è incaricato di dirigere il dipartimento DreamWorks Animation SKG. Tra le pellicole da lui supervisionate c'è Shrek, che ottenne un grandissimo successo economico e fu il primo lungometraggio d'animazione a vincere il Premio Oscar per la migliore pellicola d'animazione dell'anno. Nel 2004 il ramo animazione di DreamWorks si scinde dagli altri e Katzenberg ne diviene l'unico gestore, pur rimanendo socio del ramo principale fino alla sua cessione alla Paramount nel 2006. 
Katzenberg cede la DreamWorks Animation nel 2016 alla NBC Universal per 3,8 miliardi di dollari, guadagnandone personalmente 400 milioni di dollari. Nel 2018 fonda l'azienda Quibi, un servizio di streaming per smartphone, fallito successivamente a ottobre 2020 dopo 6 mesi dal lancio.

## Filmografia

### Produttore
- Shrek, regia di Andrew Adamson e Vicky Jenson (2001)
- Spirit - Cavallo selvaggio (Spirit: Stallion of the Cimarron), regia di Kelly Asbury e Lorna Cook (2002)
- Sinbad - La leggenda dei sette mari (Sinbad: Legend of the Seven Seas), regia di Tim Johnson e Patrick Gilmore (2003)
- Shrek 3-D (Shrek 4-D), regia di Simon J. Smith (2004)

### Produttore esecutivo
- Chi ha incastrato Roger Rabbit (Who Framed Roger Rabbit), regia di Robert Zemeckis (1988) - non accreditato
- Nightmare Before Christmas, regia di Henry Selick (1993) - non accreditato
- Il principe d'Egitto (The Prince of Egypt), regia di Brenda Chapman, Simon Wells e Steve Hickner (1998)
- Z la formica (Antz), regia di Eric Darnell e Tim Johnson (1998)
- La strada per El Dorado (The Road to El Dorado), regia di Don Paul e Eric Bergeron (2000)
- Galline in fuga (Chicken Run), regia di Peter Lord e Nick Park (2000)
- Giuseppe - Il re dei sogni (Joseph: King of Dreams), regia di Rob LaDuca e Robert C. Ramirez (2000)
- Father of the Pride – serie TV, 5 episodi (2004)
- Shrek 2, regia di Andrew Adamson, Kelly Asbury e Conrad Vernon (2004)
- Shark Tale, regia di Vicky Jenson, Eric Bergeron e Rob Letterman (2004)
- Madagascar, regia di Eric Darnell e Tom McGrath (2005)
- Wallace & Gromit - La maledizione del coniglio mannaro (Wallace & Gromit: The Curse of the Were-Rabbit), regia di Nick Park e Steve Box (2005)
- La gang del bosco (Over the Hedge), regia di Tim Johnson e Karey Kirkpatrick (2006)
- Giù per il tubo (Flushed Away), regia di David Bowers e Sam Fell (2006)
- The Contender – serie TV, 26 episodi (2006 - 2009)
- The Contender Asia – serie TV, 12 episodi (2006 - 2009)
- Shrek terzo (Shrek the Third), regia di Chris Miller e Raman Hui (2007)
- Bee Movie, regia di Steve Hickner e Simon J. Smith (2007)
- Kung Fu Panda, regia di Mark Osborne e John Stevenson (2008)
- Madagascar 2 (Madagascar: Escape 2 Africa), regia di Eric Darnell e Tom McGrath (2008)
- Mostri contro alieni (Monsters vs. Aliens), regia di Conrad Vernon IV e Rob Letterman (2009)
- Dragon Trainer (How to Train Your Dragon), regia di Chris Sanders e Dean DeBlois (2010)
- Shrek e vissero felici e contenti (Shrek Forever After), regia di Mike Mitchell (2010)
- Megamind, regia di Tom McGrath (2010)
- Kung Fu Panda 2, regia di Jennifer Yuh (2011)
- Il Gatto con gli stivali (Puss in Boots), regia di Chris Miller (2011)
- Madagascar 3 - Ricercati in Europa (Madagascar 3: Europe's Most Wanted), regia di Eric Darnell, Tom McGrath e Conrad Vernon (2012)
- Le 5 leggende (Rise of the Guardians), regia di Peter Ramsey (2012)
- I Croods (The Croods), regia di Kirk DeMicco e Chris Sanders (2013)
- Turbo, regia di David Soren (2013)
- Mr. Peabody e Sherman (Mr. Peabody and Sherman), regia di Rob Minkoff (2014)
- Dragon Trainer 2 (How to Train Your Dragon 2), regia di Dean DeBlois (2014)
- I pinguini di Madagascar (Penguins of Madagascar), regia di Eric Darnell e Simon J. Smith (2014)
- Home - A casa (Home), regia di Tim Johnson (2015)
- Kung Fu Panda 3, regia di Jennifer Yuh e Alessandro Carloni (2016)
- Dummy – serie TV (2020)

### Montatore
- Taron e la pentola magica (The Black Cauldron), regia di Ted Berman e Richard Rich (1985) - non accreditato

### Doppiatore
- Madagascar, regia di Eric Darnell e Tom McGrath (2005) - Rico

### Animatore
- Arthur e la guerra dei due mondi (Arthur 3 - La Guerre des deux mondes), regia di Luc Besson (2010)

## Riconoscimenti
- Premio Oscar
  - 2003 – Candidatura al miglior film d'animazione per Spirit – Cavallo Selvaggio
  - 2013 – Premio umanitario Jean Hersholt
- Premio BAFTA
  - 2001 – British Academy Children's Awards nella categoria best feature film per Shrek
  - 2002 – Candidatura al miglior film per Shrek
- Festival di Cannes
  - 2017 – Palme d'or d'honneur